# Ромен Віндінг
Ромен Віндінг (фр. Romain Winding; 25 грудня 1951, Булонь-Біянкур — 20 липня 2023, Шамбона, Ардеш) — французький кінооператор.

## Життєпис
Ромен Віндінг народився 25 грудня 1951 року в Булонь-Біянкурі у сім'ї кінооператора Андреаса Віндінга (1928—1977) та Женев'єви Віндінг (1927—2008), яка працювала монтажеркою кіно.
За час операторською кар'єри Ромен Віндінг зняв близько 70 кіно- та телефільмів. Найчастіше співпрацює з режисерами Жаном-Клодом Бріссо та Бенуа Жако. Саме за операторську роботу у фільмі останнього «Прощавай, моя королево» у 2013 році Віндінг отримав премією «Сезар» як найкращий оператор.
У 2005 році входив до складу журі конкурсу за найкращий деюбют «Золота камера» 58-го Каннського кінофестивалю.
У липні 2013 році Ромен Віндінг став кавалером французького Ордена Мистецтв та літератури.
Ромен Віндінг помер 20 липня 2023 року в себе вдома у селищі Шамбона, департамент Ардеш, після тривалої хвороби в 71-річному віці.

## Вибіркова фільмографія
| Рік  | Українська назва                  | Оригінальна назва              | Режисер                                              | Примітки                   |
| ---- | --------------------------------- | ------------------------------ | ---------------------------------------------------- | -------------------------- |
| 1984 | Париж очима… через двадцять років | Paris vu par… vingt ans après  | Шанталь Акерман, Бернард Дюбуа, Філіп Гаррель та ін. | разом з іншими операторами |
| 1988 | Звук і лють                       | De bruit et de fureur          | Жан-Клод Бріссо                                      |                            |
| 1989 | Біле весілля                      | Noce blanche                   | Жан-Клод Бріссо                                      |                            |
| 1990 | Дитяча гра                        | Un jeu d'enfant                | Паскаль Кан                                          |                            |
| 1990 | Скромниця                         | La discrète                    | Крістіан Венсан                                      |                            |
| 1992 | Селін                             | Céline                         | Жан-Клод Бріссо                                      |                            |
| 1992 | Вкрадений зошит                   | Le cahier volé                 | Крістін Ліпінська                                    |                            |
| 1993 | Лист для Л.                       | Lettre pour L…                 | Ромен Гупіль                                         |                            |
| 1994 | Чорний ангел                      | L'ange noir                    | Жан-Клод Бріссо                                      |                            |
| 1994 | За обопільною згодою              | Consentement mutuel            | Бернар Стора                                         |                            |
| 1994 | Старанний географ                 | Le géographe manuel            | Мішель Стумпф                                        |                            |
| 1996 | Спеціальний випуск                | Tiré à part                    | Бернар Рапп                                          |                            |
| 1996 | Узи серця                         | Les liens du coeur             | Жозе Даян                                            | телевізійний               |
| 1997 | Сьоме небо                        | Le septième ciel               | Бенуа Жако                                           |                            |
| 1997 | Порочні круги                     | Vicious Circles                | Сінді Вайтлоу                                        |                            |
| 1998 | Месники: Гра для двох             | The Revengers' Comedies        | Малкольм Маубрей                                     |                            |
| 1998 | Нещастя Маргарет                  | The Misadventures of Margaret  | Браян Скіт                                           |                            |
| 1999 | Улюблена теща                     | Belle maman                    | Габрієль Агіон                                       |                            |
| 1999 | Тільки не скандал                 | Pas de scandale                | Бенуа Жако                                           |                            |
| 2000 | Ангели Фреда                      | Les savates du bon Dieu        | Жан-Клод Бріссо                                      |                            |
| 2000 | Фальшива служниця                 | La Fausse suivante             | Бенуа Жако                                           |                            |
| 2000 | Зніму кімнату                     | Room to Rent                   | Халід Аль-Хаггар                                     |                            |
| 2000 | Тоска                             | Tosca                          | Бенуа Жако                                           |                            |
| 2001 | Повелителі духів                  | Master of the Spirits          |                                                      | телесеріал                 |
| 2002 | Момент щастя                      | Un moment de bonheur           | Антуан Сантана                                       |                            |
| 2003 | Сімейка Роуз                      | Bienvenue chez les Rozes       | Франсіс Паллюо                                       |                            |
| 2004 | Шия жирафи                        | Le cou de la girafe            | Сефі Неббу                                           |                            |
| 2004 | Узбережжя                         | Littoral                       | Ваджі Муавад                                         |                            |
| 2005 | Секс у великому Парижі            | Clara Sheller                  | Рено Бертран, Ален Берліне                           | телесеріал                 |
| 2005 | Час настав                        | La cloche a sonné              | Бруно Ербуло                                         |                            |
| 2005 | Еліан                             | Éliane                         | Каролін Юппер                                        | телевізійний               |
| 2006 | Донька судді                      | La fille du juge               | Вільям Карел                                         |                            |
| 2006 | Бандит Гаспар                     | Gaspard le bandit              | Бенуа Жако                                           |                            |
| 2006 | Сартр, роки пристрастей           | Sartre, l'âge des passions     | Клод Горетта                                         |                            |
| 2007 | Кандидат                          | Le candidat                    | Нільс Ареструп                                       |                            |
| 2009 | Друге народження                  | Revivre                        | Хаїм Бузагло                                         | міні-серіал                |
| 2010 | Фальшивомонетники                 | Les faux-monnayeurs            | Бенуа Жако                                           | телевізійний               |
| 2010 | Я занадто сильно вас кохаю        | Je vous aime très beaucoup     | Філіп Локе                                           |                            |
| 2010 | Будинок Рошвілів                  | La maison des Rocheville       |                                                      | міні-серіал                |
| 2011 | Перелітні свині                   | When Pigs Have Wings           | Сільвен Естібаль                                     |                            |
| 2012 | Прощавай, моя королево            | Les adieux à la reine          | Бенуа Жако                                           |                            |
| 2012 | У пошуках Ортенза                 | Cherchez Hortense              | Паскаль Боніцер                                      |                            |
| 2013 | Мосьє Президент                   | Le pouvoir                     | Патрік Ротман                                        |                            |
| 2013 | Хочу як Бріджет                   | Joséphine                      | Аньєс Обадья                                         |                            |
| 2013 | Любов від усіх хвороб             | Supercondriaque                | Дені Бун                                             |                            |
| 2014 | Сім'я Бельє                       | La famille Bélier              | Ерік Лартіго                                         |                            |
| 2015 | Щоденник покоївки                 | Journal d'une femme de chambre | Бенуа Жако                                           |                            |

## Визнання та нагороди
| Рік                                | Категорія          | Номінант                             | Результат |
| ---------------------------------- | ------------------ | ------------------------------------ | --------- |
| Міжнародний кінофестиваль у Люшоні |                    |                                      |           |
| 2009                               | Найкращий оператор | «Друге народження» та «Вибір Міріам» | Перемога  |
| Премія «Сезар»                     |                    |                                      |           |
| 2013                               | Найкращий оператор | Прощавай, моя королево               | Перемога  |